# Universidad de las Ryūkyūs
La Universidad de las Ryukyus (琉球 大学 'Ryukyu Daigaku'?), abreviado como Ryudai (琉大?), es una universidad nacional de Japón localizada en la Prefectura de Okinawa. Se encuentra ubicada en el barrio Senbaru de la ciudad de Nishihara, con su campus lindando con la localidad de Nakagusuku y la ciudad de Ginowan. Es la universidad nacional más occidental de Japón y la universidad pública más grande en Okinawa.

## Historia
Bajo los auspicios de la Administración Civil de los Estados Unidos de las Islas Ryukyu, la Universidad de las islas Ryukyu fue fundada, como una universidad territorial, en el sitio del histórico Castillo de Shuri en Naha el 22 de mayo de 1950. Bajo la jurisdicción del gobierno de las islas Ryukyu en 1966.
Ryudai se convirtió en una universidad nacional japonesa el 15 de mayo de 1972, al regreso de Okinawa a Japón por parte de la administración americana. La universidad había sido situada en el sitio del Castillo de Shuri en Naha, pero se había trasladado a sus ubicaciones actuales durante 1975 y 1984 para la restauración del castillo.
La universidad  fue una universidad estatal a partir de 1972 hasta 2004, cuando fue reclasificada como "corporación nacional universitaria" en las reformas del gobierno japonés para el sistema universitario nacional.
Desde 1988, Ryudai y la Universidad de Hawái han tenido una relación de "universidades-hermanas", y se han abierto centros de estudios de Okinawa en ambas universidades.
En enero de 2013, la Universidad de las islas Ryukyu inició un programa de intercambio de investigación con la Universidad Nacional Mokpo de Corea del Sur.

## Facultades y Escuelas de Posgrado

### Facultades
- Derecho y Letras
- Educación
- Ciencia
- Medicina
- Ingeniería
- Agricultura

### Escuelas de Graduados
- Humanidades y Ciencias Sociales
- Educación
- Medicina
- Ciencias de la Salud
- Ingeniería y Ciencia
- Agricultura
- Derecho

## Inter-Departamento de Institutos de Educación e Investigación
- Centro de Biociencias Moleculares
- Centro de Investigación Cooperativa
- Centro de Investigación Instrumental
- Centro de Investigación y Educación para el aprendizaje permanente
- Centro de Informática y Redes

## Instalaciones para la Educación e Investigación
- Centro de Investigación y Desarrollo Educativo
- Instituto de Experimentación Animal
- Laboratorio de Manufactura
- Centro de Ciencias de campo Subtropical
- Educación y Centro Clínico para Niños con Discapacidades
- Centro de Investigación de Laboratorio
- Joint-Use Inter-Departamento de Institutos
- Museo Académico (Fujukan)
- Centro de temperatura baja
- Centro de evaluación de la Universidad
- Laboratorio de Radioisótopos
- Centro de Educación universitaria
- Centro de Estudios de Asia-Pacífico
- Centro de Idiomas
- Centro de Ciencias Ambientales